# Список Героев Советского Союза (Колдунов — Компанеец)
В настоящем списке представлены в алфавитном порядке все Герои Советского Союза, чьи фамилии начинаются с буквы «К» (всего 1760 человек, из которых 22 удостоены звания дважды и один — И. Н. Кожедуб — трижды). Список содержит даты Указов Президиума Верховного Совета СССР о присвоении звания, информацию о роде войск, должности и воинском звании Героев на дату представления к присвоению звания Героя Советского Союза, годах их жизни.
Ударения в фамилиях Героев приведены по книге «Герои Советского Союза: Краткий биографический словарь / Пред. ред. коллегии И. Н. Шкадов. — М.: Воениздат, 1987. — Т. 1 /Абаев — Любичев/. — 911 с. — 100 000 экз. — ISBN отс., Рег. № в РКП 87-95382.».
- Персиковым цветом  в таблице выделены Герои, удостоенные звания дважды и более раз.
- Серым цветом  в таблице выделены Герои, представленные к званию посмертно.

| Навигационная таблица | Навигационная таблица                |
| --------------------- | ------------------------------------ |
| «К»                   | Кабак Николай — Калинин Николай      |
| «К»                   | Калинин Степан — Кармацкий Владимир  |
| «К»                   | Кармацкий Тимофей — Кживонь Анеля    |
| «К»                   | Киба Григорий — Клевцов Сергей       |
| «К»                   | Клейбус Фёдор — Коваленко Сергей     |
| «К»                   | Коваленко Юрий — Колдубов Михаил     |
| «К»                   | Колдунов Александр — Компанеец Фёдор |
| «К»                   | Компаниец Алексей — Копытин Михаил   |
| «К»                   | Копытов Михаил — Корчагин Лев        |
| «К»                   | Корчак Иосиф — Котов Николай         |
| «К»                   | Котов Сергей — Краснов Анатолий      |
| «К»                   | Краснов Виктор — Крюков Василий      |
| «К»                   | Крюков Владимир — Кузнецов Николай   |
| «К»                   | Кузнецов Павел — Кунавин Григорий    |
| «К»                   | Кунгурцев Евгений — Кянжин Пантелей  |

| № п/п | Фамилия Имя Отчество                                                | Дата Указа            | Род войск    | Должность | Звание                    | Годы жизни                             | БС ГС НЛ                        |
| ----- | ------------------------------------------------------------------- | --------------------- | ------------ | --- | ------------------------- | -------------------------------------- | ------------------------------- |
| 704   | Колдуно́в Александр Иванович                                         | 02.08.1944 23.02.1948 | авиация      | командир эскадрильи 866-го истребительного авиационного полка 288-й истребительной авиационной дивизии 17-й воздушной армии 3-го Украинского фронта командир эскадрильи 866-го истребительного авиационного полка 288-й истребительной авиационной дивизии 17-й воздушной армии 3-го Украинского фронта | капитан майор             | 20.09.1923 — 07.06.1992                | [ БС 1 ] [ ГС 1 ] [ НЛ 1 ]      |
| 705   | Коле́нников Василий Фёдорович бел. Каленнікаў Васіль Фёдаравіч       | 23.02.1945            | авиация      | заместитель командира эскадрильи 78-го гвардейского штурмового авиационного полка 2-й гвардейской штурмовой авиационной дивизии 16-й воздушной армии 1-го Белорусского фронта | гвардии капитан           | 10.01.1921 — 02.09.2007                | [ БС 1 ] [ ГС 2 ] [ НЛ 2 ]      |
| 706   | Коле́сник Борис Александрович укр. Колесник Борис Олександрович      | 10.01.1944            | артиллерия   | начальник штаба дивизиона 627-го артиллерийского полка 180-й стрелковой дивизии 38-й армии Воронежского фронта | старший лейтенант         | 27.01.1921 — 12.08.2010                | [ БС 2 ] [ ГС 3 ] [ НЛ 3 ]      |
| 707   | Коле́сник Василий Артёмович укр. Колесник Василь Артемович           | 24.08.1943            | авиация      | командир эскадрильи 88-го истребительного авиационного полка 216-й истребительной авиационной дивизии 4-й воздушной армии Северо-Кавказского фронта | капитан                   | 05.07.1914 — 02.05.1996                | [ БС 3 ] [ ГС 4 ] [ НЛ 4 ]      |
| 708   | Коле́сник Василий Васильевич укр. Колесник Василь Васильович         | 28.04.1980            | ГРУ          | командир 15-й отдельной бригады специального назначения | полковник                 | 13.12.1935 — 30.10.2002                | ——                              |
| 709   | Коле́сник Василий Степанович укр. Колесник Василь Степанович         | 08.09.1945            | инженер      | сапёр 75-го отдельного пулемётного батальона 112-го укреплённого района 1-й Краснознамённой армии 1-го Дальневосточного фронта | ефрейтор                  | 1923 — 10.08.1945                      | [ БС 3 ] [ ГС 6 ] [ НЛ 5 ]      |
| 710   | Коле́сник Владимир Григорьевич укр. Колесник Володимир Григорович    | 10.03.1944            | танкист      | командир взвода танков 1-го танкового батальона 68-й танковой бригады 61-й армии Белорусского фронта | лейтенант                 | 15.06.1911 — 25.11.1943                | [ БС 3 ] [ ГС 7 ] [ НЛ 6 ]      |
| 711   | Коле́сник Павел Автономович                                          | 22.02.1944            | авиация      | лётчик 1-го гвардейского минно-торпедного авиационного полка 8-й минно-торпедной авиационной дивизии ВВС Балтийского флота | гвардии старший лейтенант | 27.06.1915 — 06.03.1944                | [ БС 3 ] [ ГС 8 ] [ НЛ 7 ]      |
| 712   | Коле́сник Павел Антонович укр. Колесник Павло Антонович              | 22.02.1944            | пехота       | командир роты 185-го гвардейского стрелкового полка 60-й гвардейской стрелковой дивизии 6-й армии 3-го Украинского фронта | гвардии младший лейтенант | 1915 — 01.01.1944                      | [ БС 3 ] [ ГС 9 ] [ НЛ 8 ]      |
| 713   | Коле́сник Пётр Иванович укр. Колесник Петро Іванович                 | 10.04.1945            | танкист      | механик-водитель танка 93-й танковой бригады 4-й танковой армии 1-го Украинского фронта | старший сержант           | 1915 — 19.08.1969                      | [ БС 3 ] [ ГС 10 ] [ НЛ 9 ]     |
| 714   | Коле́сников Александр Никифорович                                    | 02.08.1944            | авиация      | командир эскадрильи 232-го штурмового авиационного полка 289-й штурмовой авиационной дивизии 8-й воздушной армии 4-го Украинского фронта | капитан                   | 16.08.1917 — 25.02.2001                | [ БС 3 ] [ ГС 11 ] [ НЛ 10 ]    |
| 715   | Коле́сников Алексей Васильевич укр. Колесников Олексій Васильович    | 04.02.1944            | авиация      | лётчик 118-й отдельной дальнеразведывательной авиационной эскадрильи 7-й воздушной армии Карельского фронта | старший лейтенант         | 17.03.1921 — 15.04.2015                | [ БС 4 ] [ ГС 12 ] [ НЛ 11 ]    |
| 716   | Коле́сников Василий Григорьевич                                      | 17.10.1943            | пехота       | командир роты 385-го стрелкового полка 112-й стрелковой дивизии 60-й армии Центрального фронта | старший лейтенант         | 11.02.1911 — 24.01.1959                | [ БС 5 ] [ ГС 13 ] [ НЛ 12 ]    |
| 717   | Коле́сников Виталий Михайлович                                       | 15.01.1944            | пехота       | командир взвода 221-го гвардейского стрелкового полка 77-й гвардейской стрелковой дивизии 61-й армии Центрального фронта | гвардии младший лейтенант | 15.08.1922 — 25.11.1964                | [ БС 5 ] [ ГС 14 ] [ НЛ 13 ]    |
| 718   | Коле́сников Владимир Алексеевич                                      | 24.03.1945            | артиллерия   | командир самоходной артиллерийской установки СУ-76 958-го лёгкого самоходно-артиллерийского полка 45-го стрелкового корпуса 5-й армии 3-го Белорусского фронта | младший лейтенант         | 13.09.1924 — 28.09.2003                | [ БС 5 ] [ ГС 15 ] [ НЛ 14 ]    |
| 719   | Коле́сников Владимир Михайлович                                      | 01.11.1943            | пехота       | командир пулемётной роты 229-го гвардейского стрелкового полка 72-й гвардейской стрелковой дивизии 7-й гвардейской армии Степного фронта | гвардии лейтенант         | 15.07.1914 — 16.04.1945                | [ БС 5 ] [ ГС 16 ] [ НЛ 15 ]    |
| 720   | Коле́сников Григорий Яковлевич                                       | 25.10.1938            | танкист      | заряжающий орудия танка 118-го стрелкового полка 40-й стрелковой дивизии 1-й Приморской армии Дальневосточного фронта | красноармеец              | 1914 — 31.07.1938                      | ——                              |
| 721   | Коле́сников Иван Степанович                                          | 15.01.1944            | пехота       | командир 37-го гвардейского стрелкового полка 12-й гвардейской стрелковой дивизии 61-й армии Центрального фронта | гвардии подполковник      | 18.11.1911 — 28.05.1994                | [ БС 5 ] [ ГС 18 ] [ НЛ 16 ]    |
| 722   | Коле́сников Константин Ильич                                         | 04.07.1937            | авиация      | командир эскадрильи истребителей И-16 ВВС Испанской Республики | капитан                   | 21.05.1908 — 12.05.1937                | ——                              |
| 723   | Коле́сников Михаил Петрович                                          | 10.04.1945            | танкист      | механик-водитель танка Т-34 2-го танкового батальона 237-й танковой бригады 31-го танкового корпуса 1-го Украинского фронта | старшина                  | 15.09.1918 — 31.01.1974                | [ БС 6 ] [ ГС 20 ] [ НЛ 17 ]    |
| 724   | Коле́сников Николай Васильевич                                       | 26.10.1943            | артиллерия   | командир орудия 1844-го истребительно-противотанкового артиллерийского полка 30-й отдельной истребительно-противотанковой артиллерийской бригады РГК в составе 7-й гвардейской армии Степного фронта | старший сержант           | 13.11.1922 — 30.10.1943                | [ БС 7 ] [ ГС 21 ] [ НЛ 18 ]    |
| 725   | Коле́сников Николай Данилович                                        | 05.11.1944            | авиация      | командир звена 12-го гвардейского пикирующего бомбардировочного авиационного полка 8-й минно-торпедной авиационной дивизии ВВС Балтийского флота | гвардии старший лейтенант | 22.04.1921 — 31.05.1998                | [ БС 7 ] [ ГС 22 ] [ НЛ 19 ]    |
| 726   | Коле́сников Николай Павлович                                         | 24.12.1943            | артиллерия   | командир батареи 12-го истребительно-противотанкового артиллерийского полка 40-й армии Воронежского фронта | старший лейтенант         | 1914 — 02.10.1943                      | [ БС 7 ] [ ГС 23 ] [ НЛ 20 ]    |
| 727   | Коле́сников Пётр Федосеевич                                          | 27.02.1945            | артиллерия   | командир батареи 1454-го самоходно-артиллерийского полка 11-го гвардейского танкового корпуса 1-й гвардейской танковой армии 1-го Белорусского фронта | лейтенант                 | 21.02.1922 — 28.01.1945                | [ БС 7 ] [ ГС 24 ] [ НЛ 21 ]    |
| 728   | Коле́сников Пимен Григорьевич                                        | 18.08.1945            | авиация      | старший штурман 199-й штурмовой авиационной дивизии 4-й воздушной армии 2-го Белорусского фронта | майор                     | 24.07.1906 — 26.11.1996                | [ БС 7 ] [ ГС 25 ] [ НЛ 22 ]    |
| 729   | Коле́сников Семён Гаврилович                                         | 10.04.1945            | танкист      | командир 32-й танковой бригады 29-го танкового корпуса 5-й гвардейской танковой армии 2-го Белорусского фронта | гвардии подполковник      | 23.05.1909 — 01.02.1945                | [ БС 7 ] [ ГС 26 ] [ НЛ 23 ]    |
| 730   | Коле́сников Семён Никитович                                          | 24.03.1945            | пехота       | командир роты мотострелкового батальона 7-й гвардейской механизированной бригады 3-го гвардейского механизированного корпуса 1-го Прибалтийского фронта | гвардии старший лейтенант | 02.02.1911 — 28.04.1975                | [ БС 7 ] [ ГС 27 ] [ НЛ 24 ]    |
| 731   | Коле́сников Сидор Иванович                                           | 19.04.1945            | пехота       | стрелок 88-го гвардейского стрелкового полка 33-й гвардейской стрелковой дивизии 39-й армии 3-го Белорусского фронта | гвардии красноармеец      | 10.05.1900 — 26.09.1968                | [ БС 8 ] [ ГС 28 ] [ НЛ 25 ]    |
| 732   | Коле́сников Фёдор Михайлович                                         | 03.06.1944            | инженер      | сапёр 91-го армейского инженерного батальона 47-й армии Воронежского фронта | красноармеец              | 10.04.1910 — 15.04.1992                | [ БС 8 ] [ ГС 29 ] [ НЛ 26 ]    |
| 733   | Колесниче́нко Василий Ефремович укр. Колісниченко Василь Єфремович   | 14.02.1943            | авиация      | лётчик 573-го истребительного авиационного полка 101-й истребительной авиационной дивизии Воронежско-Борисоглебского дивизионного района ПВО | младший лейтенант         | 04.04.1915 — 01.07.1942                | [ БС 8 ] [ ГС 30 ] [ НЛ 27 ]    |
| 734   | Колесниче́нко Михаил Федотович укр. Колесниченко Михайло Федотович   | 20.12.1943            | пехота       | помощник командира взвода 91-й гвардейской отдельной разведывательной роты 89-й гвардейской стрелковой дивизии 37-й армии Степного фронта | гвардии сержант           | 25.12.1921 — 03.04.2002                | [ БС 8 ] [ ГС 31 ] [ НЛ 28 ]    |
| 735   | Колесниче́нко Степан Калинович укр. Колесниченко Степан Калинович    | 02.09.1943            | авиация      | помощник по воздушно-стрелковой службе командира 519-го истребительного авиационного полка 283-й истребительной авиационной дивизии 16-й воздушной армии Центрального фронта | лейтенант                 | 24.12.1913 — 30.08.1943                | [ БС 8 ] [ ГС 32 ] [ НЛ 29 ]    |
| 736   | Ко́лесов Александр Андреевич                                         | 10.01.1944            | десантники   | командир взвода противотанковых ружей 8-го гвардейского воздушно-десантного полка 3-й гвардейской воздушно-десантной дивизии 60-й армии Центрального фронта | гвардии лейтенант         | 01.02.1922 — 31.07.1994                | [ БС 8 ] [ ГС 33 ] [ НЛ 30 ]    |
| 737   | Ко́лесов Александр Михайлович                                        | 23.10.1943            | танкист      | разведчик 178-й танковой бригады 10-го танкового корпуса 40-й армии Воронежского фронта | красноармеец              | 04.09.1922 — 03.05.1978                | [ БС 9 ] [ ГС 34 ] [ НЛ 31 ]    |
| 738   | Ко́лесова Елена Фёдоровна                                            | 21.11.1944            | партизан     | командир диверсионной группы партизанского отряда специального назначения (войсковая часть № 9903) разведывательного отделения Западного фронта | —                         | 08.06.1920 — 11.09.1942                | [ БС 10 ] [ ГС 35 ] [ НЛ 32 ]   |
| 739   | Коле́сса Борис Адольфович укр. Колессо Борис Адольфович              | 21.03.1940            | танкист      | командир танковой роты 1-й лёгкой танковой бригады 7-й армии Северо-Западного фронта | старший лейтенант         | 20.01.1907 — 12.03.1940                | [ БС 10 ] [ ГС 36 ] [ НЛ 33 ]   |
| 740   | Ко́лин Иван Николаевич                                               | 10.01.1944            | инженер      | командир отделения 180-го отдельного сапёрного батальона 167-й стрелковой дивизии 38-й армии 1-го Украинского фронта | младший сержант           | 1922 — 14.08.1985                      | [ БС 10 ] [ ГС 37 ] [ НЛ 34 ]   |
| 741   | Колмако́в Пётр Иванович                                              | 24.03.1945            | пехота       | командир роты 1348-го стрелкового полка 399-й стрелковой дивизии 48-й армии 1-го Белорусского фронта | капитан                   | 05.09.1914 — 22.10.1997                | [ БС 10 ] [ ГС 38 ] [ НЛ 35 ]   |
| 742   | Ко́лобов Леонид Александрович                                        | 23.09.1944            | пехота       | командир 389-й стрелковой дивизии 3-й гвардейской армии 1-го Украинского фронта | полковник                 | 08.08.1907 — 13.11.1993                | [ БС 10 ] [ ГС 39 ] [ НЛ 36 ]   |
| 743   | Колова́нов Иван Васильевич                                           | 10.01.1944            | пехота       | командир батальона 981-го стрелкового полка 253-й стрелковой дивизии 40-й армии Воронежского фронта | майор                     | 12.03.1916 — 05.06.1995                | [ БС 10 ] [ ГС 40 ] [ НЛ 37 ]   |
| 744   | Колого́йда Николай Васильевич                                        | 22.02.1944            | пехота       | командир пулемётной роты 929-го стрелкового полка 254-й стрелковой дивизии 52-й армии Воронежского фронта | капитан                   | 14.11.1922 — 18.09.1964                | [ БС 11 ] [ ГС 41 ] [ НЛ 38 ]   |
| 745   | Кологри́вов Михаил Михайлович                                        | 05.11.1944            | авиация      | командир эскадрильи 6-го гвардейского истребительного авиационного полка ВВС Черноморского флота | гвардии капитан           | 19.11.1919 — 16.07.1964                | [ БС 12 ] [ ГС 42 ] [ НЛ 39 ]   |
| 746   | Колоди́й Иван Михайлович укр. Колодій Іван Михайлович                | 30.10.1943            | связисты     | радиотелеграфист 118-го артиллерийского полка 69-й стрелковой дивизии 65-й армии Центрального фронта | ефрейтор                  | 01.05.1912 — 18.11.1954                | [ БС 12 ] [ ГС 43 ] [ НЛ 40 ]   |
| 747   | Коло́дин Андрей Иванович                                             | 18.08.1945            | авиация      | старший лётчик 565-го штурмового авиационного полка 224-й штурмовой авиационной дивизии 8-й воздушной армии 4-го Украинского фронта | лейтенант                 | 18.08.1923 — 17.03.1994                | [ БС 12 ] [ ГС 44 ] [ НЛ 41 ]   |
| 748   | Колодко́ Николай Алексеевич укр. Колодко Микола Олексійович          | 24.03.1945            | пехота       | заместитель по строевой части командира батальона 518-го стрелкового полка 129-й стрелковой дивизии 3-й армии 1-го Белорусского фронта | старший лейтенант         | 16.09.1923 — 29.06.1944                | [ БС 12 ] [ ГС 45 ] [ НЛ 42 ]   |
| 749   | Коло́дников Александр Иосифович                                      | 31.05.1945            | пехота       | разведчик 93-го стрелкового полка 76-й стрелковой дивизии 47-й армии 1-го Белорусского фронта | младший сержант           | 1925 — 26.04.1945                      | [ БС 12 ] [ ГС 46 ] [ НЛ 43 ]   |
| 750   | Коло́дченко Борис Георгиевич укр. Колодченко Борис Георгійович       | 10.01.1944            | танкист      | командир танка Т-34 39-го отдельного танкового полка 38-й армии Воронежского фронта | техник-лейтенант          | 1918 — 20.10.1943                      | [ БС 12 ] [ ГС 47 ] [ НЛ 44 ]   |
| 751   | Колодя́жный Арсентий Григорьевич укр. Колодяжний Арсентій Григорович | 19.03.1944            | пехота       | стрелок 78-го гвардейского стрелкового полка 25-й гвардейской стрелковой дивизии 6-й армии 3-го Украинского фронта | гвардии красноармеец      | 1906 — октябрь 1943 (пропал без вести) | [ БС 13 ] [ ГС 48 ] [ НЛ 45 ]   |
| 752   | Колодя́жный Пётр Семёнович                                           | 22.02.1944            | инженер      | командир отделения 104-го отдельного батальона 5-й инженерно-сапёрной бригады РГК в составе 57-й армии Степного фронта | старший сержант           | 02.07.1921 — 15.12.2005                | [ БС 14 ] [ ГС 49 ] [ НЛ 46 ]   |
| 753   | Колоко́льцев Фёдор Николаевич                                        | 16.10.1943            | комиссар     | заместитель по политчасти командира батальона 151-го стрелкового полка 8-й стрелковой дивизии 13-й армии Центрального фронта | капитан                   | 31.05.1909 — 07.01.1994                | [ БС 14 ] [ ГС 50 ] [ НЛ 47 ]   |
| 754   | Коломе́йцев Анатолий Филиппович укр. Коломійцев Анатолій Пилипович   | 07.04.1940            | артиллерия   | командир батареи 116-го гаубичного артиллерийского полка РГК 13-й армии Северо-Западного фронта | лейтенант                 | 02.02.1915 — 13.07.2006                | [ БС 14 ] [ ГС 51 ] [ НЛ 48 ]   |
| 755   | Коломи́ец Пётр Иванович укр. Коломієць Петро Іванович                | 22.02.1944            | пехота       | командир пулемётного расчёта 267-го гвардейского стрелкового полка 89-й гвардейской стрелковой дивизии 37-й армии Степного фронта | гвардии сержант           | 1914 — 15.10.1943 (пропал без вести)   | [ БС 14 ] [ ГС 52 ] [ НЛ 49 ]   |
| 756   | Коломи́ец Пётр Леонтьевич укр. Коломієць Петро Леонтійович           | 05.11.1944            | авиация      | командир эскадрильи 2-го гвардейского истребительного авиационного полка 6-й истребительной авиационной дивизии ВВС Северного флота | гвардии капитан           | 18.09.1917 — 24.12.1974                | [ БС 14 ] [ ГС 53 ] [ НЛ 50 ]   |
| 757   | Коломи́йченко Иван Дмитриевич укр. Коломійченко Іван Дмитрович       | 06.04.1945            | пехота       | командир 800-го стрелкового полка 143-й стрелковой дивизии 47-й армии 1-го Белорусского фронта | подполковник              | 25.11.1914 — 1964                      | [ БС 14 ] [ ГС 54 ] [ НЛ 51 ]   |
| 758   | Коло́мин Пётр Иванович                                               | 18.08.1945            | авиация      | командир 162-го истребительного авиационного полка 309-й истребительной авиационной дивизии 4-й воздушной армии 2-го Белорусского фронта | подполковник              | 02.10.1910 — 07.04.1990                | [ БС 14 ] [ ГС 55 ] [ НЛ 52 ]   |
| 759   | Коломо́ец Андрей Филиппович укр. Коломоєць Андрій Пилипович          | 26.10.1944            | авиация      | заместитель командира эскадрильи 74-го гвардейского штурмового авиационного полка 1-й гвардейской штурмовой авиационной дивизии 1-й воздушной армии 3-го Белорусского фронта | гвардии лейтенант         | 17.07.1923 — 13.11.2002                | [ БС 15 ] [ ГС 56 ] [ НЛ 53 ]   |
| 760   | Коломо́ец Василий Николаевич укр. Коломоєць Василь Миколайович       | 23.02.1945            | авиация      | командир эскадрильи 49-го истребительного авиационного полка 309-й истребительной авиационной дивизии 4-й воздушной армии 2-го Белорусского фронта | капитан                   | 30.11.1918 — 12.10.1986                | [ БС 15 ] [ ГС 57 ] [ НЛ 54 ]   |
| 761   | Коло́нов Василий Алексеевич                                          | 03.06.1944            | пехота       | командир взвода пешей разведки 520-го стрелкового полка 167-й стрелковой дивизии 38-й армии 1-го Украинского фронта | старший лейтенант         | 07.03.1913 — 22.07.1966                | [ БС 15 ] [ ГС 58 ] [ НЛ 55 ]   |
| 762   | Колоско́в Алексей Алексеевич                                         | 24.03.1945            | артиллерия   | наводчик орудия истребительно-противотанковой артиллерийской батареи 167-го гвардейского стрелкового полка 1-й гвардейской стрелковой дивизии 11-й гвардейской армии 3-го Белорусского фронта | гвардии ефрейтор          | 15.09.1914 — 26.10.1944                | [ БС 15 ] [ ГС 59 ] [ НЛ 56 ]   |
| 763   | Колоско́в Пётр Григорьевич                                           | 31.05.1945            | артиллерия   | командир батареи 1015-го артиллерийского полка 397-й стрелковой дивизии 61-й армии 1-го Белорусского фронта | старший лейтенант         | 23.02.1923 — 23.10.2001                | [ БС 15 ] [ ГС 60 ] [ НЛ 57 ]   |
| 764   | Ко́лосов Василий Васильевич                                          | 22.02.1944            | инженер      | сапёр 181-го отдельного моторизованного инженерного батальона 6-й армии 3-го Украинского фронта | красноармеец              | 23.10.1905 — 26.11.1943                | [ БС 16 ] [ ГС 61 ] [ НЛ 58 ]   |
| 765   | Ко́лосов Виктор Иванович                                             | 13.09.1944            | танкист      | командир танка 252-го танкового полка 2-й механизированной бригады 5-го механизированного корпуса 6-й танковой армии 2-го Украинского фронта | гвардии лейтенант         | 1918 — 20.08.1944                      | [ БС 17 ] [ ГС 62 ] [ НЛ 59 ]   |
| 766   | Ко́лосов Михаил Дмитриевич                                           | 24.03.1945            | связисты     | командир кабельного взвода 492-го отдельного батальона связи 37-го стрелкового корпуса 46-й армии 2-го Украинского фронта | лейтенант                 | 01.10.1918 — 12.05.2000                | [ БС 17 ] [ ГС 63 ] [ НЛ 60 ]   |
| 767   | Ко́лосов Михаил Ефимович                                             | 27.06.1945            | пехота       | командир батальона 50-го гвардейского стрелкового полка 15-й гвардейской стрелковой дивизии 5-й гвардейской армии 1-го Украинского фронта | гвардии майор             | 01.10.1915 — 07.10.1996                | [ БС 17 ] [ ГС 64 ] [ НЛ 61 ]   |
| 768   | Ко́лосов Николай Васильевич                                          | 04.06.1944            | инженер      | командир взвода 10-го гвардейского отдельного батальона минёров 43-й армии Калининского фронта | гвардии старший лейтенант | 26.11.1919 — 12.05.1943                | [ БС 17 ] [ ГС 65 ] [ НЛ 62 ]   |
| 769   | Ко́лосов Николай Григорьевич                                         | 10.04.1945            | артиллерия   | командир батареи 385-го стрелкового полка 112-й стрелковой дивизии 13-й армии 1-го Украинского фронта | капитан                   | 19.12.1914 — 20.02.1999                | [ БС 17 ] [ ГС 66 ] [ НЛ 63 ]   |
| 770   | Колоти́лов Леонид Алексеевич                                         | 24.12.1943            | артиллерия   | командир 11-й миномётной бригады 12-й артиллерийской дивизии 4-го артиллерийского корпуса прорыва РГК в составе 61-й армии Центрального фронта | полковник                 | 19.03.1895 — 11.07.1965                | [ БС 17 ] [ ГС 67 ] [ НЛ 64 ]   |
| 771   | Колоше́нко Василий Петрович укр. Колошенко Василь Петрович           | 26.04.1971            | авиация      | лётчик-испытатель ОКБ имени М. Л. Миля | —                         | 24.05.1922 — 17.02.2015                | ——                              |
| 772   | Колпако́в Пётр Васильевич                                            | 10.04.1945            | артиллерия   | командир орудия батареи 76-мм пушек 868-го стрелкового полка 287-й стрелковой дивизии 76-го стрелкового корпуса 3-й гвардейской армии 1-го Украинского фронта | старший сержант           | 15.01.1911 — 06.12.1989                | [ БС 18 ] [ ГС 69 ] [ НЛ 65 ]   |
| 773   | Колпако́в Пётр Иванович                                              | 27.02.1945            | пехота       | командир отделения взвода разведки 2-го мотострелкового батальона 34-й гвардейской мотострелковой бригады 12-го гвардейского танкового корпуса 2-й гвардейской танковой армии 1-го Белорусского фронта                                                                                                  | гвардии старший сержант   | 20.10.1921 — 16.03.1977                | [ БС 19 ] [ ГС 70 ] [ НЛ 66 ]   |
| 774   | Колпакчи́ Владимир Яковлевич                                         | 06.04.1945            | генерал      | командующий 69-й армией 1-го Белорусского фронта | генерал-полковник         | 07.09.1899 — 17.05.1961                | [ БС 19 ] [ ГС 71 ] [ НЛ 67 ]   |
| 775   | Колты́га Фёдор Андреевич                                             | 21.09.1943            | артиллерия   | командир орудия 4-го гвардейского истребительно-противотанкового артиллерийского полка РГК в составе 6-й гвардейской армии Воронежского фронта | гвардии старший сержант   | 20.10.1920 — 28.02.1977                | [ БС 19 ] [ ГС 72 ] [ НЛ 68 ]   |
| 776   | Колча́нов Михаил Егорович                                            | 21.02.1945            | артиллерия   | командир отделения разведки 279-го лёгкого артиллерийского полка 23-й гвардейской лёгкой артиллерийской бригады 5-й артиллерийской дивизии 4-го артиллерийского корпуса прорыва РГК в составе 69-й армии 1-го Белорусского фронта                                                                       | гвардии старший сержант   | 16.11.1923 — 19.05.1972                | [ БС 19 ] [ ГС 73 ] [ НЛ 69 ]   |
| 777   | Ко́лчев Николай Петрович                                             | 29.06.1945            | инженер      | моторист катера 28-го отдельного моторизованного понтонно-мостового батальона 4-й понтонно-мостовой бригады 2-го Белорусского фронта | ефрейтор                  | 20.12.1922 — 05.07.1960                | [ БС 19 ] [ ГС 74 ] [ НЛ 70 ]   |
| 778   | Ко́лчин Александр Александрович                                      | 10.01.1944            | связисты     | линейный надсмотрщик телеграфно-кабельной роты 79-го отдельного полка связи 47-й армии Воронежского фронта | младший сержант           | 05.09.1922 — 14.06.1973                | [ БС 19 ] [ ГС 75 ] [ НЛ 71 ]   |
| 779   | Колыхма́тов Фёдор Антонович                                          | 25.09.1944            | артиллерия   | наводчик орудия 1967-го истребительно-противотанкового артиллерийского полка 44-й отдельной истребительно-противотанковой артиллерийской бригады РГК в составе 3-й армии 2-го Белорусского фронта | старший сержант           | 08.02.1913 — 26.07.1989                | [ БС 20 ] [ ГС 76 ] [ НЛ 72 ]   |
| 780   | Ко́лычев Николай Иванович                                            | 24.03.1945            | танкист      | командир танкового взвода 2-го танкового батальона 25-й гвардейской танковой бригады 2-го гвардейского танкового корпуса 31-й армии 3-го Белорусского фронта | гвардии лейтенант         | 03.11.1918 — 06.11.2000                | [ БС 21 ] [ ГС 77 ] [ НЛ 73 ]   |
| 781   | Ко́лычев Олег Федосеевич                                             | 24.03.1945            | пехота       | командир взвода 1-го стрелкового полка 99-й стрелковой дивизии 46-й армии 2-го Украинского фронта | лейтенант                 | 05.06.1923 — 04.03.1995                | [ БС 21 ] [ ГС 78 ] [ НЛ 74 ]   |
| 782   | Ко́лышкин Иван Александрович                                         | 17.01.1942            | морской флот | командир 2-го дивизиона бригады подводных лодок Северного флота | капитан 2-го ранга        | 21.08.1902 — 18.09.1970                | [ БС 21 ] [ ГС 79 ] [ НЛ 75 ]   |
| 783   | Кольцо́в Алексей Иванович                                            | 02.09.1943            | авиация      | командир 937-го истребительного авиационного полка 322-й истребительной авиационной дивизии 15-й воздушной армии Брянского фронта | майор                     | 14.09.1917 — 07.11.1943                | [ БС 21 ] [ ГС 80 ] [ НЛ 76 ]   |
| 784   | Кольцо́в Иван Пантелеевич                                            | 21.04.1943            | танкист      | командир танкового взвода 50-й танковой бригады 3-го танкового корпуса Юго-Западного фронта | лейтенант                 | 01.08.1912 — 12.06.1984                | [ БС 21 ] [ ГС 81 ] [ НЛ 77 ]   |
| 785   | Кольцо́в Павел Фёдорович                                             | 15.05.1946            | пехота       | командир пулемётного расчёта 905-го стрелкового полка 248-й стрелковой дивизии 5-й ударной армии 1-го Белорусского фронта | младший сержант           | 20.01.1910 — 31.03.2011                | [ БС 21 ] [ ГС 82 ] [ НЛ 78 ]   |
| 786   | Кольча́к Николай Николаевич                                          | 24.03.1945            | пехота       | командир 294-го стрелкового полка 184-й стрелковой дивизии 5-й армии 3-го Белорусского фронта | полковник                 | 29.06.1905 — 14.02.1969                | [ БС 22 ] [ ГС 83 ] [ НЛ 79 ]   |
| 787   | Кольча́к Яков Харитонович укр. Кольчак Яків Харитонович              | 02.08.1941            | артиллерия   | наводчик орудия батареи противотанковых орудий 680-го стрелкового полка 169-й стрелковой дивизии 18-й армии Южного фронта | красноармеец              | 25.12.1918 — 07.03.1955                | [ БС 23 ] [ ГС 84 ] [ НЛ 80 ]   |
| 788   | Колю́жный Николай Александрович укр. Колюжний Микола Олександрович   | 27.06.1945            | пехота       | командир взвода 828-го стрелкового полка 197-й стрелковой дивизии 3-й гвардейской армии 1-го Украинского фронта | младший лейтенант         | 22.05.1918 — 20.02.1945                | [ БС 23 ] [ ГС 85 ] [ НЛ 81 ]   |
| 789   | Коляда́ Василий Алексеевич укр. Коляда Василь Олексійович            | 17.10.1943            | медики       | командир санитарного взвода 574-го стрелкового полка 121-й стрелковой дивизии 60-й армии Центрального фронта | старший лейтенант         | 14.01.1920 — 02.01.1953                | [ БС 23 ] [ ГС 86 ] [ НЛ 82 ]   |
| 790   | Коля́дин Виктор Иванович                                             | 29.06.1945            | авиация      | командир эскадрильи 68-го гвардейского истребительного авиационного полка 5-й гвардейской истребительной авиационной дивизии 3-й воздушной армии 3-го Белорусского фронта | гвардии старший лейтенант | 02.06.1922 — 06.11.2008                | [ БС 23 ] [ ГС 87 ] [ НЛ 83 ]   |
| 791   | Комаго́ров Валентин Алексеевич                                       | 26.10.1943            | инженер      | командир 92-го гвардейского отдельного сапёрного батальона 81-й гвардейской стрелковой дивизии 7-й гвардейской армии Степного фронта | гвардии капитан           | 11.10.1915 — 25.10.2000                | [ БС 23 ] [ ГС 88 ] [ НЛ 84 ]   |
| 792   | Комарди́нкин Константин Петрович                                     | 01.11.1943            | авиация      | заместитель командира эскадрильи 274-го истребительного авиационного полка 278-й истребительной авиационной дивизии 8-й воздушной армии Южного фронта | старший лейтенант         | 27.10.1918 — 17.04.1944                | [ БС 23 ] [ ГС 89 ] [ НЛ 85 ]   |
| 793   | Комари́цкий Григорий Кириллович                                      | 23.02.1945            | авиация      | командир эскадрильи 723-го штурмового авиационного полка 211-й штурмовой авиационной дивизии 3-й воздушной армии 1-го Прибалтийского фронта | старший лейтенант         | 16.12.1916 — 05.05.2000                | [ БС 23 ] [ ГС 90 ] [ НЛ 86 ]   |
| 794   | Комаро́в Александр Николаевич                                        | 14.09.1945            | морской флот | заместитель командира отделения автоматчиков 13-й бригады морской пехоты Тихоокеанского флота | старший краснофлотец      | 15.07.1922 — 17.08.1982                | [ БС 24 ] [ ГС 91 ] [ НЛ 87 ]   |
| 795   | Комаро́в Василий Архипович                                           | 26.04.1971            | авиация      | лётчик-испытатель Лётно-исследовательского института | полковник                 | 07.02.1924 — 18.09.1983                | ——                              |
| 796   | Комаро́в Виктор Петрович                                             | 23.10.1943            | пехота       | командир взвода 569-го стрелкового полка 161-й стрелковой дивизии 40-й армии Воронежского фронта | младший лейтенант         | 15.10.1924 — 28.09.1943                | [ БС 25 ] [ ГС 93 ] [ НЛ 88 ]   |
| 797   | Комаро́в Виктор Степанович                                           | 09.10.1943            | авиация      | заместитель командира и штурман 630-го истребительного авиационного полка 106-й истребительной авиационной дивизии ПВО страны | майор                     | 13.02.1918 — 09.09.1945                | [ БС 25 ] [ ГС 94 ] [ НЛ 89 ]   |
| 798   | Комаро́в Владимир Михайлович                                         | 19.10.1964 24.04.1967 | космонавт    | начальник группы, старший инструктор-космонавт космического корабля «Восход» командир космического корабля «Союз-1» | полковник                 | 16.03.1927 — 24.04.1967                | ——                              |
| 799   | Комаро́в Владимир Николаевич                                         | 29.05.1945            | пехота       | командир 13-й гвардейской стрелковой дивизии 32-го гвардейского стрелкового корпуса 5-й гвардейской армии 1-го Украинского фронта | гвардии полковник         | 12.12.1904 — 14.12.1976                | [ БС 25 ] [ ГС 96 ] [ НЛ 90 ]   |
| 800   | Комаро́в Георгий Владимирович                                        | 24.03.1945            | комиссар     | парторг 470-го стрелкового полка 194-й стрелковой дивизии 48-й армии 1-го Белорусского фронта | ефрейтор                  | 03.02.1896 — 05.10.1944                | [ БС 25 ] [ ГС 97 ] [ НЛ 91 ]   |
| 801   | Комаро́в Георгий Осипович                                            | 29.05.1945            | генерал      | командир 2-й гвардейской штурмовой авиационной дивизии 16-й воздушной армии 1-го Белорусского фронта | гвардии генерал-майор     | 13.03.1905 — 20.09.1973                | [ БС 26 ] [ ГС 98 ] [ НЛ 92 ]   |
| 802   | Комаро́в Григорий Васильевич                                         | 26.10.1943            | связисты     | телефонист 107-й гвардейской отдельной роты связи 78-й гвардейской стрелковой дивизии 7-й гвардейской армии Степного фронта | гвардии ефрейтор          | 27.09.1913 — 12.11.1976                | [ БС 27 ] [ ГС 99 ] [ НЛ 93 ]   |
| 803   | Комаро́в Дмитрий Евлампиевич                                         | 26.09.1944            | танкист      | командир танка Т-34 2-го танкового батальона 15-й гвардейской танковой бригады 1-го гвардейского танкового корпуса 1-го Белорусского фронта | гвардии лейтенант         | 08.11.1922 — 05.09.1944                | [ БС 27 ] [ ГС 100 ] [ НЛ 94 ]  |
| 804   | Комаро́в Иван Михайлович                                             | 15.01.1940            | пехота       | стрелок 274-го стрелкового полка 24-й стрелковой дивизии 7-й армии Северо-Западного фронта | красноармеец              | 19.10.1909 — 24.10.1975                | ——                              |
| 805   | Комаро́в Михаил Иванович                                             | 21.02.1945            | артиллерия   | заместитель по строевой части командира 997-го зенитного артиллерийского полка 12-й зенитной артиллерийской дивизии РГК в составе 65-й армии 1-го Белорусского фронта | майор                     | 09.10.1911 — 22.10.1984                | [ БС 27 ] [ ГС 102 ] [ НЛ 95 ]  |
| 806   | Комаро́в Николай Николаевич                                          | 07.04.1940            | пехота       | командир роты 541-го стрелкового полка 136-й стрелковой дивизии 13-й армии Северо-Западного фронта | лейтенант                 | 14.04.1919 — 24.11.1995                | ——                              |
| 807   | Комаро́в Сергей Петрович                                             | 15.05.1946            | авиация      | лётчик 16-го отдельного дальнеразведывательного авиационного полка 16-й воздушной армии 1-го Белорусского фронта | лейтенант                 | 12.06.1922 — 11.04.1996                | [ БС 28 ] [ ГС 104 ] [ НЛ 96 ]  |
| 808   | Кома́рычев Георгий Поликарпович                                      | 23.09.1944            | танкист      | командир орудия танка Т-34 52-й гвардейской танковой бригады 6-го гвардейского танкового корпуса 3-й гвардейской танковой армии 1-го Украинского фронта | гвардии старший сержант   | 06.05.1916 — 12.04.1997                | [ БС 29 ] [ ГС 105 ] [ НЛ 97 ]  |
| 809   | Ко́марь Дмитрий Алексеевич                                           | 24.08.1991            | —            | водитель автопогрузчика Московского производственного специализированного объединения «Интерьер» | —                         | 06.11.1968 — 21.08.1991                | ——                              |
| 810   | Комба́ров Егор Игнатьевич                                            | 17.10.1943            | пехота       | командир отделения 25-й гвардейской механизированной бригады 7-го гвардейского механизированного корпуса 60-й армии Центрального фронта | гвардии старший сержант   | 14.03.1910 — 04.10.1943                | [ БС 29 ] [ ГС 107 ] [ НЛ 98 ]  |
| 811   | Комекба́ев Таимбет каз. Көмекбаев Тәйімбет                           | 10.04.1945            | пехота       | командир отделения 533-го стрелкового полка 128-й стрелковой дивизии 21-й армии 1-го Украинского фронта | младший сержант           | 1896 — 13.02.1987                      | [ БС 29 ] [ ГС 108 ] [ НЛ 99 ]  |
| 812   | Комелько́в Михаил Сергеевич                                          | 27.06.1945            | авиация      | заместитель командира 104-го гвардейского истребительного авиационного полка 9-й гвардейской истребительной авиационной дивизии 2-й воздушной армии 1-го Украинского фронта | гвардии капитан           | 12.04.1922 — 25.04.2003                | [ БС 29 ] [ ГС 109 ] [ НЛ 100 ] |
| 813   | Коменда́нт Вадим Петрович (Комендат Вадим Петрович)                  | 18.08.1945            | авиация      | старший лётчик 502-го штурмового авиационного полка 214-й штурмовой авиационной дивизии 15-й воздушной армии 2-го Прибалтийского фронта | лейтенант                 | 21.07.1923 — 23.11.1949                | [ БС 29 ] [ ГС 110 ] [ НЛ 101 ] |
| 814   | Коменда́нт Сергей Павлович укр. Комендант Сергій Павлович            | 21.03.1940            | пехота       | помощник командира взвода 252-го стрелкового полка 70-й стрелковой дивизии 7-й армии Северо-Западного фронта | младший комвзвод          | 14.01.1915 — 21.01.1942                | [ БС 29 ] [ ГС 111 ] [ НЛ 102 ] |
| 815   | Комисса́ров Валентин Владимирович                                    | 13.09.1944            | пехота       | командир отделения автоматчиков 529-го стрелкового полка 163-й стрелковой дивизии 40-й армии 2-го Украинского фронта | сержант                   | 24.12.1924 — 10.02.1953                | [ БС 29 ] [ ГС 112 ] [ НЛ 103 ] |
| 816   | Ко́млев Пётр Александрович                                           | 23.02.1945            | авиация      | командир звена 686-го штурмового авиационного полка 289-й штурмовой авиационной дивизии 3-й воздушной армии 1-го Прибалтийского фронта | старший лейтенант         | 04.07.1921 — 20.02.1945                | [ БС 31 ] [ ГС 113 ] [ НЛ 104 ] |
| 817   | Ко́млев Степан Петрович                                              | 11.04.1940            | танкист      | командир танковой роты 91-го отдельного танкового батальона 20-й тяжёлой танковой бригады 7-й армии Северо-Западного фронта | лейтенант                 | 08.04.1919 — 10.10.1944                | ——                              |
| 818   | Комо́к Аркадий Иванович укр. Комок Аркадій Іванович                  | 25.08.1944            | пехота       | командир расчёта станкового пулемёта 271-го стрелкового полка 181-й стрелковой дивизии 13-й армии 1-го Украинского фронта | сержант                   | 1923 — 01.03.1944                      | [ БС 31 ] [ ГС 115 ] [ НЛ 105 ] |
| 819   | Комо́са Анатолий Савельевич укр. Комоса Анатолій Савелійович         | 27.06.1945            | авиация      | лётчик-инспектор по технике пилотирования 2-й воздушной армии 1-го Украинского фронта | гвардии майор             | 02.12.1916 — 21.01.1952                | [ БС 31 ] [ ГС 116 ] [ НЛ 106 ] |
| 820   | Компане́ец Фёдор Григорьевич укр. Компанієць Федір Григорович        | 24.03.1945            | пехота       | командир отделения роты автоматчиков 253-го стрелкового полка 45-й стрелковой дивизии 14-й армии Карельского фронта | старший сержант           | 03.08.1918 — 24.11.1976                | [ БС 31 ] [ ГС 117 ] [ НЛ 107 ] |

| Навигационная таблица | Навигационная таблица                |
| --------------------- | ------------------------------------ |
| «К»                   | Кабак Николай — Калинин Николай      |
| «К»                   | Калинин Степан — Кармацкий Владимир  |
| «К»                   | Кармацкий Тимофей — Кживонь Анеля    |
| «К»                   | Киба Григорий — Клевцов Сергей       |
| «К»                   | Клейбус Фёдор — Коваленко Сергей     |
| «К»                   | Коваленко Юрий — Колдубов Михаил     |
| «К»                   | Колдунов Александр — Компанеец Фёдор |
| «К»                   | Компаниец Алексей — Копытин Михаил   |
| «К»                   | Копытов Михаил — Корчагин Лев        |
| «К»                   | Корчак Иосиф — Котов Николай         |
| «К»                   | Котов Сергей — Краснов Анатолий      |
| «К»                   | Краснов Виктор — Крюков Василий      |
| «К»                   | Крюков Владимир — Кузнецов Николай   |
| «К»                   | Кузнецов Павел — Кунавин Григорий    |
| «К»                   | Кунгурцев Евгений — Кянжин Пантелей  |